# Młyniewo
Młyniewo (niem. Südhof bei Grätz) – osada w Polsce położona w województwie wielkopolskim, w powiecie grodziskim, w gminie Grodzisk Wielkopolski.
Pierwsza wzmianka o wsi pochodzi z 1359 roku. Przez wieki wchodziła w skład dóbr grodziskich.
W okresie Wielkiego Księstwa Poznańskiego (1815-1848) Młyniewo należało do wsi większych w ówczesnym powiecie bukowskim, który dzielił się na cztery okręgi (bukowski, grodziski, lutomyślski oraz lwowkowski). Młyniewo należało do okręgu grodziskiego i stanowiło część majątku Grodzisk (Grätz), którego właścicielem był wówczas Szolc i Łubieński. Według spisu urzędowego z 1837 roku wieś liczyła 149 mieszkańców i 16 dymów (domostw).
W latach 1975–1998 miejscowość administracyjnie należała do województwa poznańskiego.

## Obóz w Młyniewie
W 1939 Niemcy założyli tutaj obóz dla przesiedlanych z Wielkopolski Polaków i Żydów, a w 1940 przekształcili go w obóz jeniecki. Do 1941 roku osadzano w nim żołnierzy francuskich, później także oficerów serbskich i angielskich jeńców wojennych. W latach 1943–1944 w obozie osadzano już tylko jeńców radzieckich. W 1944 obóz jeniecki zlikwidowano i utworzono w nim obóz pracy. Przy produkcji części do karabinów zatrudniano Polaków w większości z okolic Włocławka i Kutna.
Przed ucieczką, w nocy 26/27 stycznia 1945 r. Niemcy podpalili fabrykę i baraki.
W 1967 r. zbudowano upamiętniający obóz pomnik, który w 2005 r. został odnowiony.